# Dan Weiner
Dan Weiner (1919–1959) fue un fotógrafo estadounidense especializado en fotoperiodismo. La mayor parte de su trabajo lo realizó en la revista Fortune. La temática más conocida de su obra trata sobre el trabajo en Estados Unidos a mitad del siglo XX.

## Biografía
Nació en Nueva York en 1919. Estudió pintura en la Liga de estudiantes de arte de Nueva York y en el Instituto Pratt, aunque finalmente se decidió por la fotografía, convirtiéndose en un miembro de la Photo League.
Sirvió en la fuerza aérea durante la Segunda Guerra Mundial y se convirtió en fotoperiodista profesional después de la guerra. En su obra se dedicó a buscar temas de tipo humanista en sus reportajes gráficos.
En 1967, Cornell Capa seleccionó a Weiner como uno de cinco fotógrafos escogidos para participar en su exposición sobre Concerned Photography, junto a Bischoff, Kertész, Chim y Leonard Freed.
Murió en Kentucky en 1959 a causa de un accidente de avión; el avión, pilotado para el tema de una de sus historias, colisionó con la ladera de una montaña durante una tormenta de nieve.